# Santa Rosa de Lima (Paraguay)
Santa Rosa de Lima ist eine Stadt und ein Municipio im Departamento Misiones in Paraguay, 250 km südlich von Asunción. Sie gehört zu den bedeutendsten Jesuitenreduktionen Südamerikas. Sie wurde auf einem Hügel errichtet und bekam daher den Beinamen „Jesuitische Terrasse“ (Terraza jesuítica).

## Geschichte

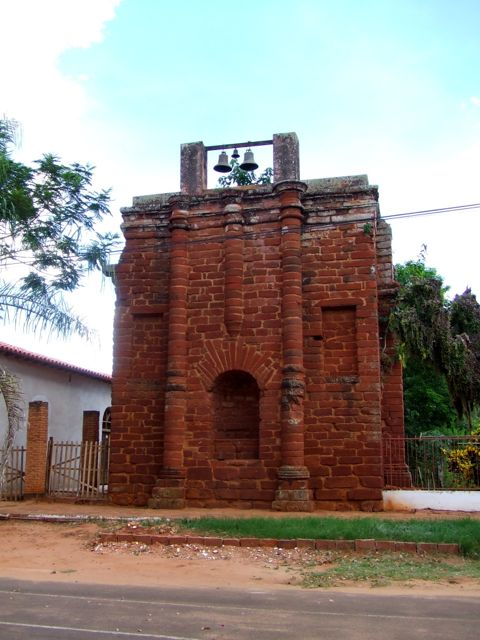
Glockenturm Torre Jesuítica

Der aus Flandern stammende Jesuit Jacobo Ranzonier gründete am 2. April 1698 an diesem Ort die Mission Santa Rosa de Lima. Nachdem die einheimischen Guaraní aus einer anderen Mission durch Bandeirantes vertrieben wurden, ließen sie sich 1698 in Santa Rosa nieder und bauten Zuckerrohr an. Bereits wenige Jahre später errichteten sie unter der Anleitung der Jesuiten aus rotem Backstein einen monumentalen Glockenturm, der bis heute erhalten ist, aber von den Wurzeln der Feigenart Ficus citrifolia gefährdet wird. Die Bevölkerung wuchs durch eine hohe Geburtenrate schnell an. Bereits vier Jahre nach der Gründung lebten dort 2879 Guaraní. Deren Zahl erhöhte sich bis 1731 auf 6093, womit Santa Rosa zu einer der größten Missionen Paraguays gehörte. Durch mehrere Pockenepidemien zwischen 1733 und 1736 wurde die Einwohnerzahl jedoch auf 1671 dezimiert. Bis 1760 stieg sie wieder auf 3196, wurde aber anschließend durch einen neuen Ausbruch der Epidemie im Jahr 1765 auf 1934 reduziert. Erst zum Ende der 1820er Jahre wurde Santa Rosa zu einer multi-ethnischen Gemeinde.
Am 24. Juni 1901 wurde per Dekret die Administrative Versammlung (Junta administrativa) Santa Rosa gegründet. Nachdem in den 1960er Jahren das Agrarland durch ausländisches Kapital in immer weniger Händen konzentriert wurde, gründeten die Jesuiten mit den indigenen Bauern von Santa Rosa die Ligas Agrarias Cristianas, Organisationen, die es den Kleinproduzenten erlaubten, ihre Produkte gemeinsam selbst zu vermarkten und sich so vor den Großgrundbesitzern zu schützen. Ihnen schlossen sich auch Bauern aus zahlreichen anderen Orten Paraguays an, bis die Bewegung in den 1970er Jahren von der Regierung Alfredo Stroessner gewaltsam unterdrückt wurde.

## Wirtschaft
Die Landwirtschaft ist noch immer der Hauptwirtschaftszweig. In den 1970er Jahren war der Ort das Zentrum der Baumwollindustrie des Landes und schmückte sich mit dem Titel „Hauptstadt des weißen Goldes“ (Capital del Oro Blanco). Es wird vor allem Reis angebaut und Viehzucht betrieben.

## Kultur
Aus der Zeit der Jesuiten stammt in Santa Rosa ein besonderes Getränk auf der Basis von Rohrzucker, Pfefferminze, Orange und Honig, der Trago del Cacique Ñanduavuku sowie eine spezielle Art von Dörrfleisch, die Chastaka, die ermöglichte, Fleisch auch ohne Kühlung über lange Zeit aufzubewahren. Seit 2019 wird in Santa Rosa jährlich das Festival Gastronómico Nacional de Tragos del Cacique Ñanduavuku y la Chastaka veranstaltet, das vom Nationalen Kultursekretariat per Resolution zu einem „Fest von kulturellem Interesse“ deklariert wurde.

## Persönlichkeiten
- Giovanni Díaz (* 1994), Speerwerfer